# بندو (مقاطعة دشتي)
بندو (بالفارسية: بندو) هي مدينة تقع في إيران في قسم مركزي الريفي. يقدر عدد سكانها بـ 0 نسمة بحسب إحصاء 2016.